# Teriyaki

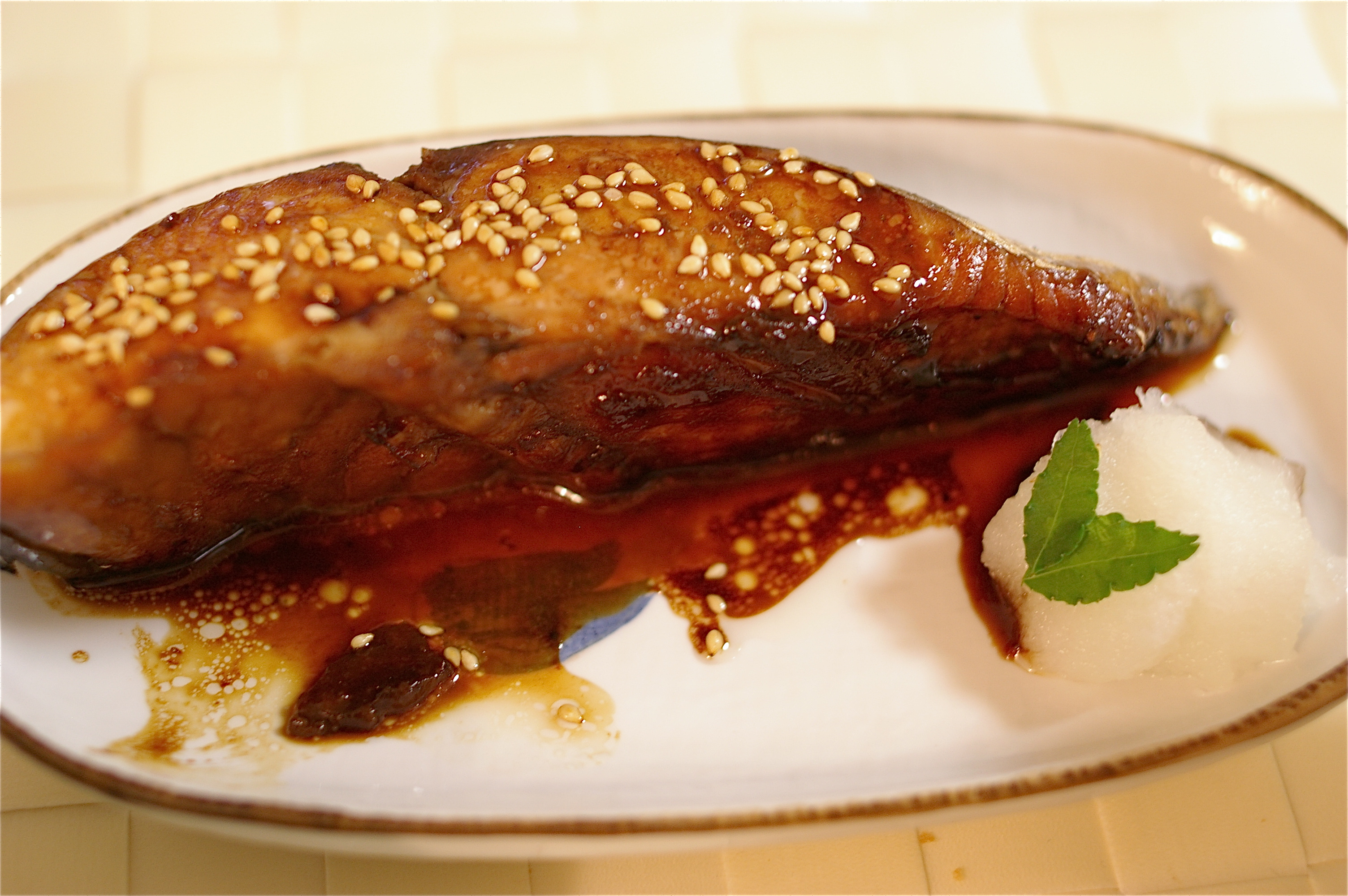
Caballa al teriyaki

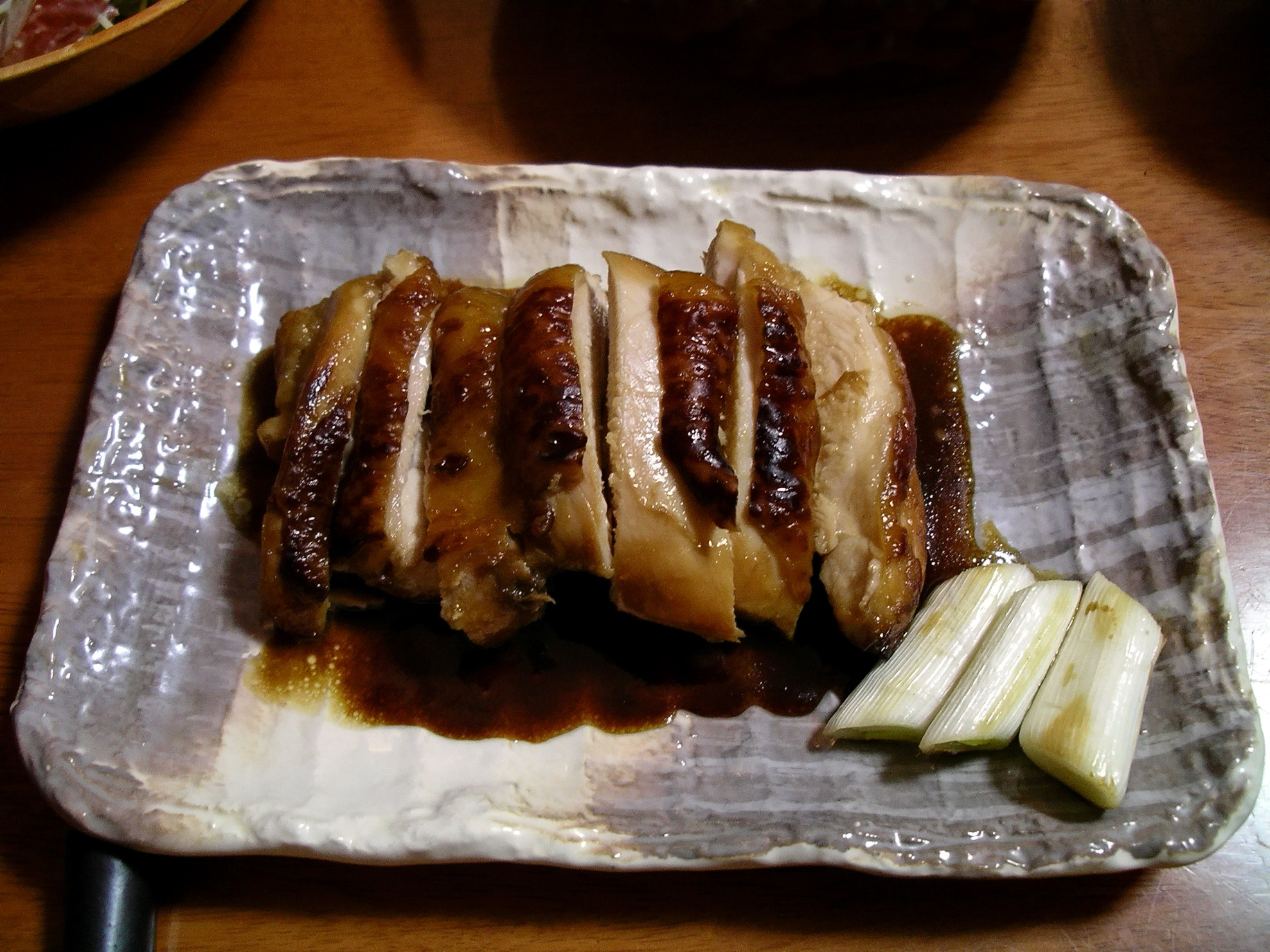
Pollo teriyaki

El teriyaki (照り焼き o てりやき) es una técnica de cocción de la cocina japonesa en la cual los alimentos son asados (al horno o a la parrilla) en un adobo de salsa dulce. La palabra «teriyaki» deriva de la palabra teri, que se refiere al brillo que le da la salsa, y de yaki, que se refiere al método de cocinarla (asado). La manera tradicional de cocinar la carne es sumergirla dentro de la salsa o pintarla con la salsa varias veces hasta que esté hecha.
La tare (タレ) se hace tradicionalmente mezclando y calentando la salsa de soja con sake (o mirin) y el azúcar (o miel). La salsa se hierve y se reduce al grosor deseado, luego se usa para marinar la carne, que luego se asa o se asa a la parrilla. A veces se agrega jengibre y el plato final se puede adornar con cebolletas.

## Salsa teriyaki
En América del Norte, cualquier plato hecho con una salsa similar al teriyaki se describe como «teriyaki». Esto a menudo incluye a aquellos que usan alternativas extranjeras como sake o mirin, vino, o con ingredientes adicionales, como el sésamo o el ajo (poco común en la cocina tradicional japonesa). La salsa utilizada para teriyaki es generalmente dulce, aunque también puede ser picante. El jugo de piña a veces se usa, ya que no solo proporciona dulzor sino también enzimas de bromelina que ayudan a ablandar la carne. Asar la carne primero y luego verter la salsa o usar salsa dulce como adobo son otros métodos no tradicionales de cocinar con teriyaki. La salsa teriyaki a veces se pone en alitas de pollo o se usa como salsa para mojar.

## Variaciones
Una hamburguesa teriyaki (テリヤキバーガー) es una variedad de hamburguesa con salsa teriyaki o con la salsa para la carne molida. Teriyaki salteado se refiere a freír carne o verduras en salsa teriyaki.